# Jan Lutomirski Setlewicz
Jan Lutomirski (Lutomierski) Setlewicz herbu Jastrzębiec – miecznik czernihowski w latach 1634-1643.
Poseł na sejm 1639 roku, sejm 1647 roku.